# Motor de videojuego

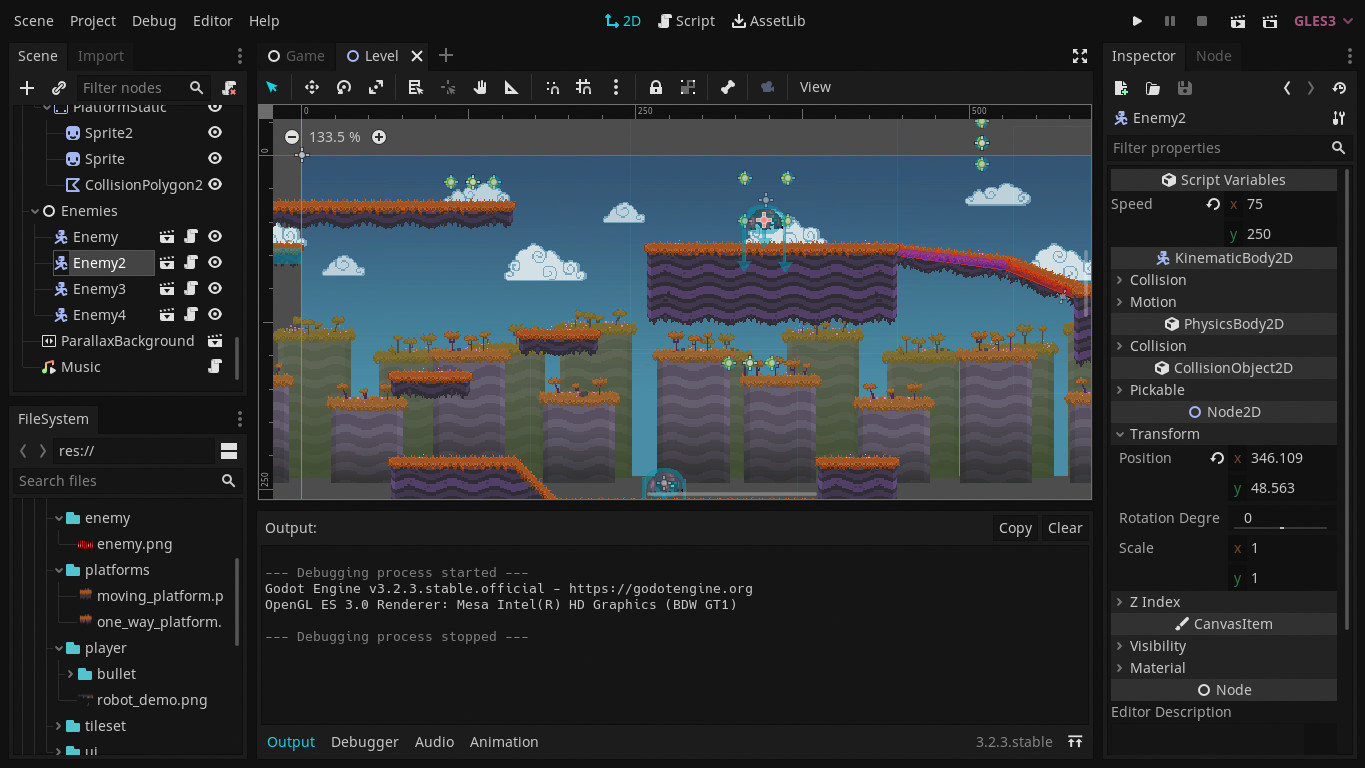
Desarrollo de un videojuego de plataformas en el motor de videojuegos Godot

Un motor de videojuego (en inglés game engine) es un framework que proporciona herramientas para la creación de videojuegos.
Un motor de videojuego suele dotar al videojuego de un motor gráfico para renderizar gráficos 2D y 3D, un motor físico que simule las leyes de la física y detección de colisiones, y herramientas para poder crear las animaciones, scripts, sonidos, inteligencia artificial, redes, gestión de memoria, y demás sistemas del videojuego.

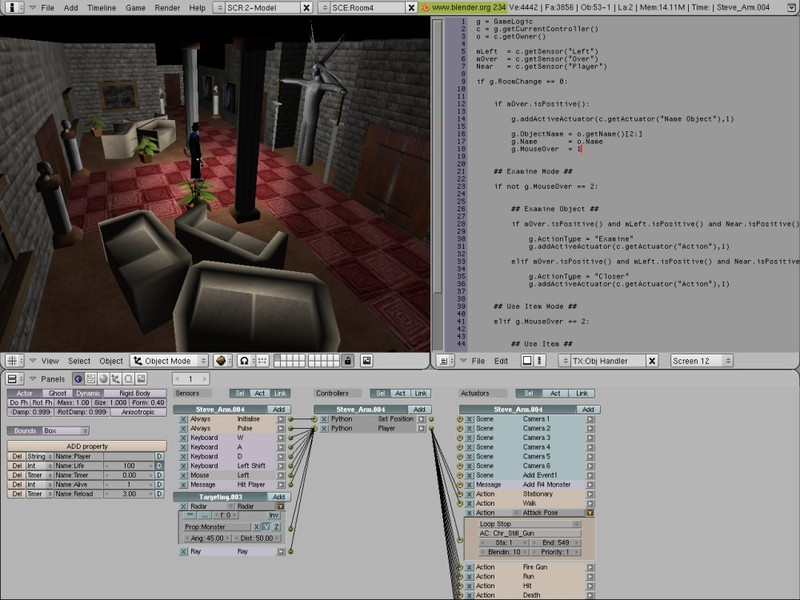
Creación de un escenario tridimensional en Blender.

Los motores de videojuegos proporcionan herramientas de desarrollo, a menudo en un entorno de desarrollo integrado que permiten crear videojuegos como es el caso de Godot, Unreal, o Unity. Otros motores de videojuego no tienen interfaz gráfica de usuario y ofrecen herramientas mas elementales para la creación de videojuegos, como es el caso de Raylib, Pygame, o Löve.
Los motores de videojuego también se utilizan para crear otros tipos de aplicaciones interactivas, como es el caso de los juegos serios, visualizaciones arquitectónicas, videojuegos educativos, simuladores, herramientas de modelado 3D, entre otros.

## Historia
Antes de que existieran los motores de videojuegos, estos eran típicamente desarrollados como entidades singulares (no había separación de áreas, como la gráfica y la física): un videojuego para el Atari 2600, por ejemplo, tenía que ser planeado desde cero, manteniendo el código más simple posible y manipulando píxel por píxel, para hacer un uso optimizado del hardware, debido a sus limitaciones.
Existen antecedentes de softwares de los años 80 que también se los consideran como motores de videojuego, tales como Sierra's AGI y SCI Systems, LucasArts 'SCUMM y Freescape Engine. Sin embargo, a diferencia de la mayoría de los motores de videojuego modernos, estos nunca fueron usados por desarrolladores de tercera, con excepción de SCUMM System que fue licenciado y utilizado para Humongous Entertainment.[cita requerida] El primer motor de videojuego en 3D que se utilizó para crear videojuegos de computadora fue el Freescape Engine, desarrollado por Incentive Software en 1986, utilizado para crear juegos de disparos en primera persona a partir de 1987.
No fue sino hasta la década de los noventa cuando se extendió el término motor de videojuegos dentro del contexto de los videojuegos de disparos en primera persona. La gran popularidad que alcanzaron los videojuegos Wolfenstein 3D, Doom y Quake se debe principalmente a que, en lugar de crear un videojuego desde cero, se licenciaron los núcleos del mismo para utilizarlos como base y crear sus propios motores de videojuego. Al madurar esta tecnología, los motores de videojuego dejaron de restringirse al mero desarrollo de videojuegos. Se comenzaron, de hecho, a implementar en otras áreas, como entrenamiento profesional, uso médico y simulaciones militares.
A pesar de que ya se habían creado videojuegos mucho antes de la creación de APIs como DirectX y OpenGL, su creación impulsó la evolución de las tecnologías usadas en videojuegos y ayudó a desarrollar ese mercado. La primera versión de DirectX fue lanzada el 30 de septiembre de 1995 bajo el nombre de Windows Games SDK. Fue el componente de Win32 API que reemplazó a DCI, y WinG de Windows 3.1. Después de ser creado, DirectX ha estado presente en todas las versiones de Windows. A pesar de que OpenGL se creó primero (enero de 1992), durante muchos años DirectX fue mas usado en el área de desarrollo de videojuegos debido a los esfuerzos de Microsoft por promocionarlo.
Durante mucho tiempo, las compañías han hecho sus propios motores de videojuego. Pero debido al alto costo de desarrollar un motor, es cada vez más común el uso de motores de propósito general hechos por terceros, algunos hechos por empresas especializadas en crear estos motores como Unity o Unreal Engine, y otros son proyectos de software libre como Godot.
Los motores de videojuego modernos son una de las aplicaciones más complejas que existen actualmente. Su continua evolución ha creado una fuerte separación entre algunas de sus áreas fundamentales, como la renderización, el scripting, los conceptos artísticos y el diseño de niveles; sin embargo, el aspecto que sí tienen en común hoy en día, es el de tener artistas como programadores. Como la mayoría de los videojuegos actuales están cada vez más limitados al poder de la GPU y PPU, las pérdidas de rendimiento en lenguajes de programación de alto nivel, como C#, Java y Python ya no son válidas, mientras que las ganancias de productividad ofrecidas por estos lenguajes trabajan en beneficio de quienes desarrollan motores de videojuegos.

## Componentes principales
Los componentes que posee un motor de videojuego en la actualidad tienen una gran variedad de características muy diferentes entre sí.

### Programa de juego principal
La lógica del videojuego debe ser implementada a través de diversos algoritmos.

### Renderización
La renderización es el proceso en el cual se generan los gráficos 3D por computadora a fin de mostrar en pantalla el aspecto visual del videojuego. Genera gráficos en 3D por varios métodos (como la rasterización gráfica, el trazado de rayos, la partición binaria del espacio, entre otros) y se ocupa de mostrar escenarios, modelos, animaciones, texturas, sombras, iluminaciones y materiales.
La mayoría de las veces se usa una API gráfica para el renderizado, como Direct3D, OpenGL o Vulkan, que proporcionan una abstracción del software en la GPU.

#### Polígonos
Los motores de videojuegos usan mallas poligonales para mostrar objetos tridimensionales. A mayor cantidad de vértices tengan esos polígonos mayor será el detalle del objeto, pero también será mas complejo para la computadora mostrarlo.
Por ello existen técnicas como el nivel de detalle que consiste en ir usando polígonos con mayor cantidad de vértices para los objetos cercanos y con menos vértices para los objetos lejanos, y la distancia de dibujado que consiste en dejar de mostrar objetos cuando están tan lejos que el jugador no pueda apreciarlos y así reducir la cantidad de polígonos la computadora debe mostrar.
| Imagen   | A finely tassellated wireframe sphere featuring over 5000 sample points. | A highly tassellated wireframe sphere, almost 2900 points. | A wireframe sphere with roughly 1600 sample points. | A wireframe sphere with almost 700 vértices, good when viewed from a distance. | A wireframe sphere with less than 150 sample points but still enough for far away objects. |
| Vértices | 5500                                                                     | 2880                                                       | 1580                                                | 670                                                                            | 140                                                                                        |

### Audio
Hoy en día los motores de videojuego soportan muchos formatos de sonido, como WAV u OGG. En algunas casos, los motores de videojuego pueden exigir configuraciones exactas, aunque el método más conocido es la administración de audio mediante el bucles de música, o bien modificar el tono cuando se trata de voces o efectos de sonido.
Los componentes en relación con el audio se encargan de manipular algoritmos que tienen que ver con la carga, modificación y salida del audio a través del sistema de altavoces del usuario. Como mínimo, debe poder cargar, descomprimir y reproducir archivos de audio. Los componentes de audio más avanzados pueden calcular y producir cosas tales como efectos Doppler, ecos, ajustes de amplitud y tono, entre otros. Las API de abstracción, como OpenAL, SDL Audio o DirectSound permiten manipular fácilmente estos fenómenos.

El motor físico se usa para simular colisiones en los motores de videojuego

### Motor físico
El motor físico es el software responsable de simular ciertos sistemas físicos del motor de videojuego, como las colisiones, la gravedad, la masa, la fricción, o la fuerza.

### Inteligencia artificial
La inteligencia artificial es quien provee de estímulo al videojuego. Su elaboración es crítica a la hora de lograr un sistema de juego pulido y que entretenga. Puede tornarse muy compleja y es necesario tener en cuenta ciertas variables, tales como crear comportamientos programados, delimitar su visión del mundo tridimensional, su interacción en él, la toma de decisiones y con ello lograr una consistencia lógica y coherente en la que el jugador debe responder de una manera esperada.

### Scripting
Procedimiento que se utilliza normalmente en situaciones donde es necesario explicar algo de manera controlada. Actualmente se las utiliza a fin de representar la historia que tendrá el videojuego, permitiéndole al desarrollador tomar el control de la escena y manipularla, tales como colocar objetos o añadir eventos que el jugador no controla.

### Abstracción de hardware
Los motores de videojuegos que proporcionan abstracción de hardware le permiten a un programador desarrollar videojuegos sin la necesidad de conocer la arquitectura del hardware de la plataforma donde va a trabajar. Por este motivo, muchos motores se desarrollan a partir de una API existente, como DirectX, OpenGL Vulkan, OpenAL o SDL. La abstracción de hardware también es esencial para el desarrollo de motores con características multiplataforma.
Antes de la aceleración por hardware en los gráficos 3D se utilizaba la renderización por software; el cual se sigue utilizando en ciertas herramientas de modelado y renderizadores de imágenes, donde es prioridad la calidad gráfica o cuando el hardware no es compatible con cierta tecnología, como los sombreadores.